# Bombo Fica
Daniel Haroldo Fica Roa, más conocido por su nombre artístico «Bombo» Fica (Purén, 4 de septiembre de 1963) es un humorista y presentador chileno.
Su principal característica en sus  actuaciones es estar vestido completamente de color blanco; además, se hacía acompañar originalmente por un bombo, razón de su nombre artístico. Fica define su propio estilo como un «humor contingente, cotidiano, simple».

## Carrera como humorista
Fica se hizo conocido como humorista en 1986, cuando apareció en Éxito y en el concurso "Alegría 86" de Sábados gigantes, ambos programas de Canal 13. Desde entonces, comenzó a participar en una serie de programas de televisión, como Noche de ronda, Viva el lunes, Venga conmigo y en varias ediciones de la Teletón, maratón televisiva emitida en cadena nacional. Durante la década de 2000, integró en sus rutinas a su hijo Sebastián, a quien presentaba como «Bombito».
En 2009, actuó en el XL Festival del Huaso de Olmué. El 24 de febrero de 2010, actuó por primera vez en el Festival Internacional de la Canción de Viña del Mar, obteniendo los tres premios otorgados por el público. Durante el Mundial de fútbol de Sudáfrica 2010, participó en el programa Tonka Tanka de Canal 13. El 27 de febrero de 2012, se presentó por segunda vez en el Festival de Viña, en su LIII edición, obteniendo cuatro galardones y el peak de rating de todo el certamen.
En 2014 integró Locos por el Mundial, programa de Chilevisión emitido durante la Copa Mundial de Fútbol disputada ese año en Brasil. El 10 de enero de 2015 estrenó su programa El bar del Bombo y los chistositos, en el mismo canal, donde estuvo acompañado de otros humoristas como Marcos "Charola" Pizarro, Willy Benítez, Jorge "Chino" Navarrete, Óscar Gangas, entre otros. A fines de ese año, celebró sus tres décadas de carrera con el espectáculo Como bombo en fiesta, y también produjo y protagonizó una película con el mismo nombre, la cual fue estrenada en 2016.
Bombo Fica fue desarrollando a través de sus presentaciones un tipo de comedia con humor contingente, caricaturizando la idiosincrasia nacional, relatando historias rápidas marcando un estilo particular, propio y reconocible en el público.
En noviembre de 2017 fue confirmada su tercera actuación en el Festival de Viña del Mar, que realizó el 20 de febrero de 2018 —la primera jornada de la LIX edición del certamen— tras Miguel Bosé. En la ocasión lo acompañaron el comediante Willy Benítez —a quien cedió la «gaviota de plata» 
En julio de 2019 fue presentada una estatua de cera con su figura en el sector de comediantes del Museo de Cera de Las Condes.
En 2023 se volvió a presentar en la versión 52° del Festival del Huaso de Olmué.
Anunció su retiro de los escenarios televisivos en 2025 tras sus 40 años de trayectoria, tras su paso por el Festival de Las Condes.

## Participación política
Desde 1990 fue militante del Partido Comunista de Chile y se reinscribió en el partido en 2017. Ese mismo año participó del programa de entrevistas políticas Candidato, llegó tu hora de TVN.

## Filmografía

### Películas
| Año  | Título               | Rol      | Director    |
| ---- | -------------------- | -------- | ----------- |
| 2016 | Como Bombo en fiesta | Él mismo | Robert Díaz |